# Guia (Albufeira)
Guia é uma povoação portuguesa sede da Freguesia da Guia do Município de Albufeira, freguesia com 26,80 km² de área e 4758 habitantes (censo de 2021), tendo, por isso, uma densidade populacional de 177,5 hab./km². 

## Demografia
A população registada nos censos foi:
| Distribuição da População por Grupos Etários | Distribuição da População por Grupos Etários | Distribuição da População por Grupos Etários | Distribuição da População por Grupos Etários | Distribuição da População por Grupos Etários |
| -------------------------------------------- | -------------------------------------------- | -------------------------------------------- | -------------------------------------------- | -------------------------------------------- |
| Ano                                          | 0-14 Anos                                    | 15-24 Anos                                   | 25-64 Anos                                   | > 65 Anos                                    |
| 2001                                         | 568                                          | 448                                          | 2046                                         | 568                                          |
| 2011                                         | 638                                          | 458                                          | 2529                                         | 751                                          |
| 2021                                         | 630                                          | 482                                          | 2682                                         | 964                                          |

## Património
- Ermida de Nossa Senhora da Guia (Albufeira)

## Atrações turísticas
Nesta freguesia localiza-se o parque oceanográfico Zoomarine.